# 29e Grammy Awards
De 29e uitreiking van de jaarlijkse Grammy Awards vond plaats op 24 februari 1987 in het Shrine Auditorium in Los Angeles. De show werd gepresenteerd door acteur Billy Crystal en uitgezonden door CBS.
Het waren de oude rotten in het vak die de Grammy's van 1987 domineerden. De belangrijkste prijzen gingen in veel gevallen naar artiesten die al in de jaren 60 hun eerste hits hadden gehad. Onder hen waren Paul Simon, Steve Winwood, Tina Turner, Barbra Streisand en James Brown.
Paul Simon won de belangrijkste prijs (voor Album of the Year) met zijn album Graceland. Het was de derde keer dat hij deze prijs ontving; in 1971 won hij als helft van Simon & Garfunkel met Bridge Over Troubled Water  en in 1976 met zijn soloalbum Still Crazy After All These Years. Daarna had hij nooit meer een Grammy gewonnen, tot hij met Graceland  weer succesvol was.
Een andere oudgediende, Steve Winwood, was succesvol in de Record of the Year-categorie, met de single Higher Love. Het nummer won tevens in de categorie voor beste popzanger. Het album waar het nummer vanaf kwam, Back in the High Life, leverde een Grammy op voor de technici.
Componisten Burt Bacharach en Carole Bayer Sager - schrijvers van vele hits in de jaren 60 en 70 - wonnen een Grammy voor de Song of the Year, met That's What Friends Are For. Het nummer was een paar jaar eerder geschreven voor Rod Stewart, maar werd pas een hit in de uitvoering van Elton John, Dionne Warwick, Stevie Wonder & Gladys Knight. Zij kregen een Grammy in de categorie voor beste pop-opname voor een groep. Voor Elton John was dit zijn eerste Grammy in zijn carrière.
Gitarist Duane Eddy, die populair was rond 1960, won eveneens zijn eerste Grammy. Hij deed dat met Peter Gunn in de uitvoering van Art of Noise waarop Eddy gastmuzikant was.
Tina Turner won voor het derde opeenvolgende jaar de categorie voor beste rockzangeres, terwijl James Brown zijn eerste Grammy won sinds 1966 met Living in America. Barbra Streisand won een prijs voor beste popzangeres met The Broadway Album, 23 jaar na haar eerste Grammy-winst.
Ook in de overige categorieën waren het voornamelijk de oudgedienden die de prijzen wonnen. In de klassieke categorieën won pianist Vladimir Horowitz twee Grammy's, waarmee zijn totaal op twintig kwam. Dirigent Georg Solti kon zijn 25e Grammy aan zijn prijzenkast toevoegen. Hij was op dat moment (en is dat nog steeds) recordhouder.
De categorie Gesproken Woord werd gewonnen door een bijzonder gezelschap. In 1985 hadden een paar grote namen uit de vroege rock-n-roll onder de naam Class of '55 een reünie-album opgenomen onder leiding van producent Sam Phillips. Het ging om Johnny Cash, Carl Perkins, Roy Orbison, Jerry Lee Lewis en Ricky Nelson. Die reünieplaat won geen Grammy, maar wel een album met daarop interviews met deze artiesten over het project. Die plaat won een Grammy; voor Perkins, Lewis, Nelson en Phillips was het hun eerste (en enige) Grammy Award. Voor Nelson was het een postume prijs; hij was overleden op oudejaarsdag 1985.
Er was één nieuwe categorie: New Age. De stijgende populariteit van deze muziek resulteerde in een eigen Grammy.

## Winnaars

### Algemeen
- Album of the Year
  - "Graceland" - Paul Simon
- Record of the Year
  - "Higher love" - Steve Winwood (artiest); Russ Titelman (producer)
- Song of the Year
  - Burt Bacharach & Carole Bayer Sager (componisten) voor That's What Friends Are For (uitvoerenden: Dionne Warwick, Stevie Wonder, Elton John & Gladys Knight)
- Best New Artist
  - Bruce Hornsby & The Range

### Pop
- Best Pop Vocal Performance (zangeres)
  - "The Broadway Album" - Barbra Streisand
- Best Pop Vocal Performance (zanger)
  - "Higher love" - Steve Winwood
- Best Pop Vocal Performance (duo/groep)
  - "That's What Friends Are For" - Dionne Warwick, Stevie Wonder, Elton John & Gladys Knight
- Best Pop Instrumental Performance
  - "Top Gun Anthem" - Harold Faltermeyer & Steve Stevens

### Country
- Best Country Vocal Performance (zangeres)
  - "Whoever's in New England" - Reba McEntire
- Best Country Vocal Performance (zanger)
  - "Lost in the Fifties Tonight" - Ronnie Milsap
- Best Country Vocal Performance (duo/groep)
  - "Granpa (Tell Me 'bout The Good Old Days)" - The Judds
- Best Country Instrumental Performance
  - "Raisin' the Dickins" - Ricky Skaggs
- Best Country Song
  - Jamie O'Hara (componist) voor Granpa (Tell Me 'bout The Good Old Days) (uitvoerenden: The Judds)

### R&B
- Best R&B Vocal Performance (zangeres)
  - "Rapture" - Anita Baker
- Best R&B Vocal Performance (zanger)
  - "Living in America" - James Brown
- Best R&B Vocal Performance (duo/groep)
  - "Kiss" - Prince & The Revolution
- Best R&B Instrumental Performance
  - "And You Know That" - The Yellowjackets
- Best R&B Song
  - Anita Baker, Gary Bias & Louis A. Johnson (componisten) voor Sweet Love (uitvoerende: Anita Baker)

### Rock
- Best Rock Vocal Performance (zangeres)
  - "Back Where You Started" - Tina Turner
- Best Rock Vocal Performance (zanger)
  - "Addicted to Love" - Robert Palmer
- Best Rock Vocal Performance (duo/groep)
  - "Missionary Man" - Eurythmics
- Best Rock Instrumental Performance
  - "Peter Gunn" - Art of Noise & Duane Eddy

### Blues
- Best Traditional Blues Recording
  - "Showdown!" - Albert Collins, Johnny Copeland & Robert Cray

### Folk/Traditioneel
- Best Traditional Folk Recording (traditionele folk)
  - "Riding the Midnight Train" - Doc Watson
- Best Contemporary Folk Recording (moderne folk)
  - "A Tribute to Steve Goodman" - Al Bunetta, Dan Einstein & Hank Neuberger (producers)

### Polka
- Best Polka Recording
  - "Another Polka Celebration" - Eddie Blazonczyk's Versatones en "I Remember Warsaw" - Jimmy Sturr & his Orchestra

### Latin
- Beste latin pop-optreden
  - "Le Lo Lai" - José Feliciano
- Best Tropical Latin Performance
  - "Escenas" - Ruben Blades
- Best Mexican-American Performance
  - "Ay Te Dejo en San Antonio" - Flaco Jiménez

### Reggae
- Best Reggae Recording
  - "Babylon the Bandit" - Steel Pulse

### Gospel
- Best Gospel Performance (zangeres)
  - "Morning Like This" - Sandi Patti
- Best Gospel Performance (zanger)
  - "Triumph" - Philip Bailey
- Best Gospel Performance (duo/groep)
  - "They Say" - Deniece Williams & Sandi Patti
- Best Soul Gospel Performance (zangeres)
  - "I Surrender All" - Deniece Williams
- Best Soul Gospel Performance (zanger)
  - "Going Away" - Al Green
- Best Soul Gospel Performance (duo/groep)
  - "Let My People Go" - The Winans

### Jazz
- Best Jazz Vocal Performance (zangeres)
  - "Timeless" - Diane Schuur
- Best Jazz Vocal Performance (zanger)
  - "Round Midnight" - Bobby McFerrin
- Best Jazz Vocal Performance (duo/groep)
  - "Free Fall" - 2+2 Plus
- Best Jazz Instrumental Performance (solist)
  - "Tutu" - Miles Davis
- Best Jazz Instrumental Performance (groep)
  - "J Mood" - Wynton Marsalis
- Best Jazz Instrumental Performance (big band)
  - "The Tonight Show Band with Doc Severinsen" - Doc Severinsen
- Best Jazz Fusion Performance
  - "Double Vision" - Bob James & David Sanborn

### New Age
- Best New Age Recording
  - "Down to the Moon" - Andreas Vollenweider

### Klassieke muziek
Vetgedrukte namen ontvingen een Grammy. Overige uitvoerenden, zoals orkesten, solisten e.d., die niet in aanmerking kwamen voor een Grammy, staan in kleine letters vermeld.
- Best Classical Orchestral Recording (orkest)
  - "Liszt: A Faust Symphony" - Georg Solti (dirigent); Michael Haas (producer)
  - Chicago Symphony Orchestra, orkest
- Best Classical Vocal Soloist Performance (zanger[es])
  - "Kathleen Battle Sings Mozart" - Kathleen Battle
  - Royal Philharmonic Orchestra o.l.v. Andre Previn
- Best Opera Recording
  - "Bernstein: Candide" - John Mauceri (dirigent); David Eisler, Erie Mills, Jack Harrold, James Billings, John Lankston, Joyce Castle, Maris Clement & Scott Reeve (solisten); Elizabeth Ostrow (producer)
  - New York City Opera Orchestra, orkest
- Best Choral Performance (koor)
  - "Orff: Carmina Burana" - Margaret Hillis (koordirigent); James Levine (dirigent)
  - Chicago Symphony Orchestra & Chorus, koor en orkest
- Best Classical Performance (instrumentale solist)
  - "The Studio Recordings, New York 1985" - Vladimir Horowitz
- Best Chamber Music Performance (kamermuziek)
  - "Beethoven: Cello Sonata No. 4 - Variations" - Emanuel Ax & Yo-Yo Ma
- Best Contemporary Composition (beste nieuwe compositie)
  - Witold Lutoslawski (componist) voor Lutoslawski: Symphony No. 3
- Best Classical Album
  - "The Studio Recordings, New York 1985" - Vladimir Horowitz (uitvoerende); Thomas Frost (producer)

### Comedy
- Best Comedy Recording
  - "Those of You With or Without Children, You'll Understand" - Bill Cosby

### Composing & Arranging (Compositie & arrangementen)
- Best Instrumental Composition
  - John Barry (componist) voor Out of Africa
- Best Arrangement on an Instrumental (Beste instrumentale arrangement)
  - Patrick Williams (arrangeur) voor Suite Memories, uitvoerenden: Bill Watrous & Patrick Williams
- Best Instrumental Arrangement Accompanying Vocals (Beste arrangement met zang)
  - David Foster (arrangeur) voor Somewhere, uitvoerende: Barbra Streisand

### Kinderrepertoire
- Best Recording for Children
  - "The Alphabet" - Jim Henson, Kathryn King & Geri Van Rees (producers) (uitvoerenden: Sesame Street Cast)

### Musical
- Best Cast Show Album
  - "Follies in Concert" - Thomas Z. Shepard (producer) (uitvoerenden: Original Broadway Cast)

### Hoezen
- Best Album Package
  - Eiko Ishioka (ontwerper) voor Tutu, uitvoerende: Miles Davis
- Best Album Notes (hoestekst)
  - Andrew Sarris, Frank Conroy, Gary Giddins, Jonathan Schwartz, Murray Kempton, Stephen Holden & Wilfrid Sheed (schrijvers) voor The Voice - The Columbia Years 1943-1952, uitvoerende: Frank Sinatra

### Production & Engineering (Productie & techniek)
- Best Engineered Recording, Non-Classical (Beste techniek op niet-klassiek album)
  - Jason Corsaro, Mike Nicholson & Tom Lord-Alge (technici) voor Back in the High Life, uitvoerende: Steve Winwood
- Best Engineered Recording, Classical (Beste techniek op een klassiek album)
  - Paul Goodman (technicus) voor The Studio Recordings, New York 1985, uitvoerende: Vladimir Horowitz
- Producer of the Year (Non-Classical)
  - Jimmy Jam & Terry Lewis
- Producer of the Year (Classical)
  - Thomas Frost

### Spoken Word (Gesproken woord)
- Best Spoken Word or Non-Musical Recording
  - "Interviews from the Class of '55 Recording Sessions" - Johnny Cash, Jerry Lee Lewis, Chips Moman, Ricky Nelson, Roy Orbison, Carl Perkins en Sam Phillips

### Historisch
- Best Historical Album
  - "Atlantic Rhythm and Blues 1947-1974, Vol. 1-7" - Aziz Goksel & Bob Porter (album producers)

### Video
- Best Music Video Short Form
  - "Brothers in Arms" - Dire Straits
- Best Music Video Long Form
  - "Bring on the Night" - Sting (artiest); Michael Apted (regisseur)